# Racu, Harghita
Racu (în maghiară Csíkrákos) este satul de reședință al comunei cu același nume din județul Harghita, Transilvania, România.

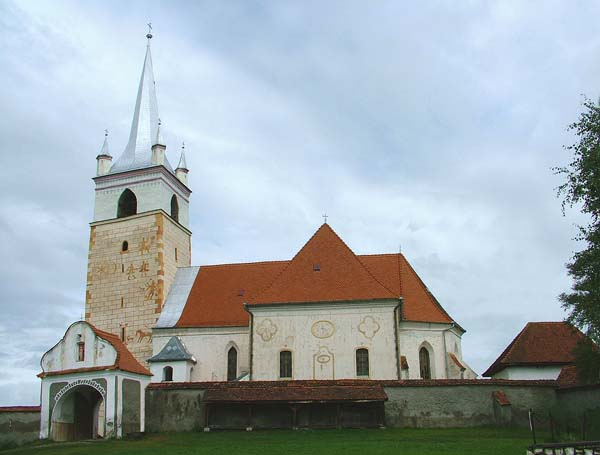
Biserica Romano-Catolică din Racu

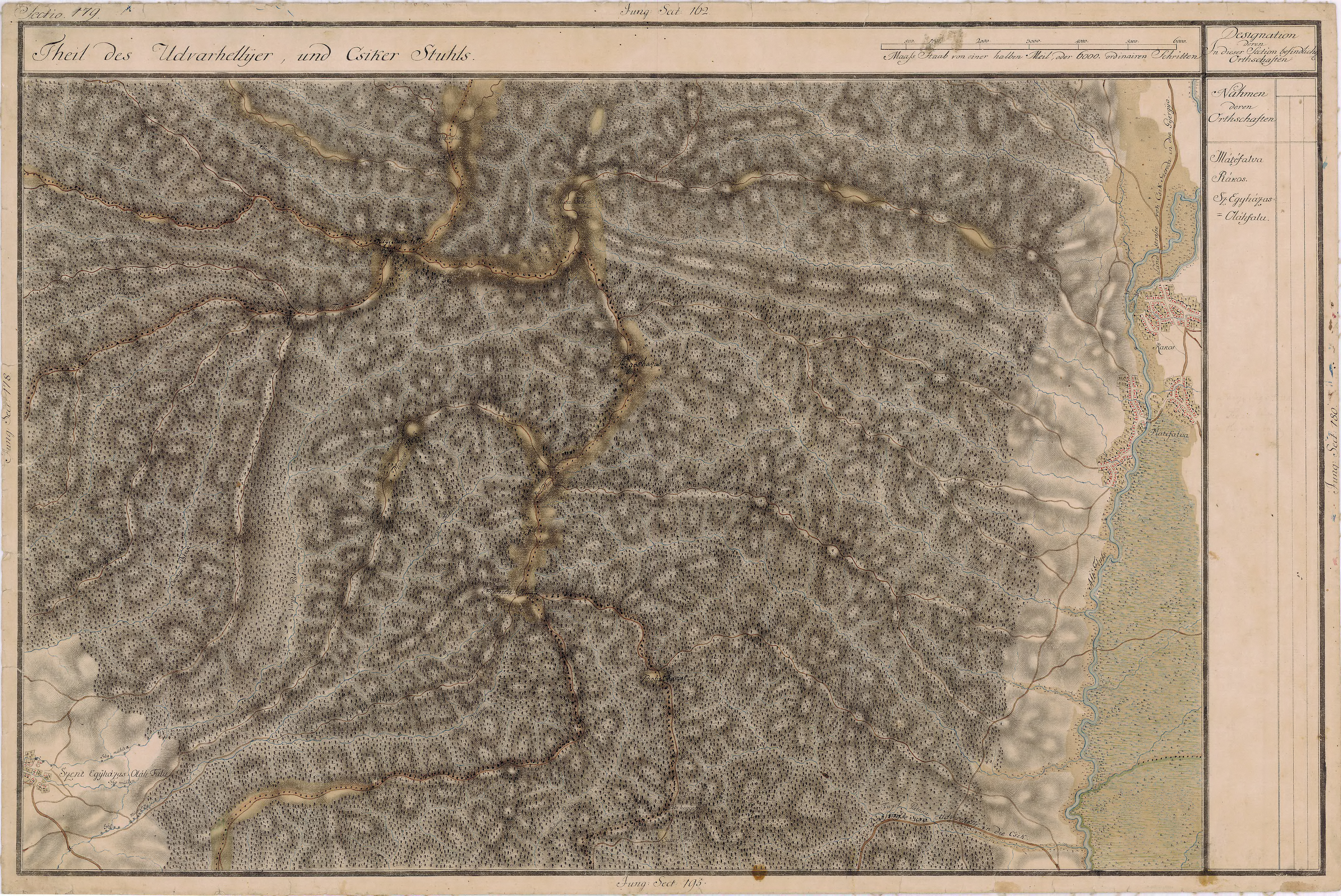
Racu pe Harta Iosefină a Transilvaniei, 1769-1773